# Titus van Rijn

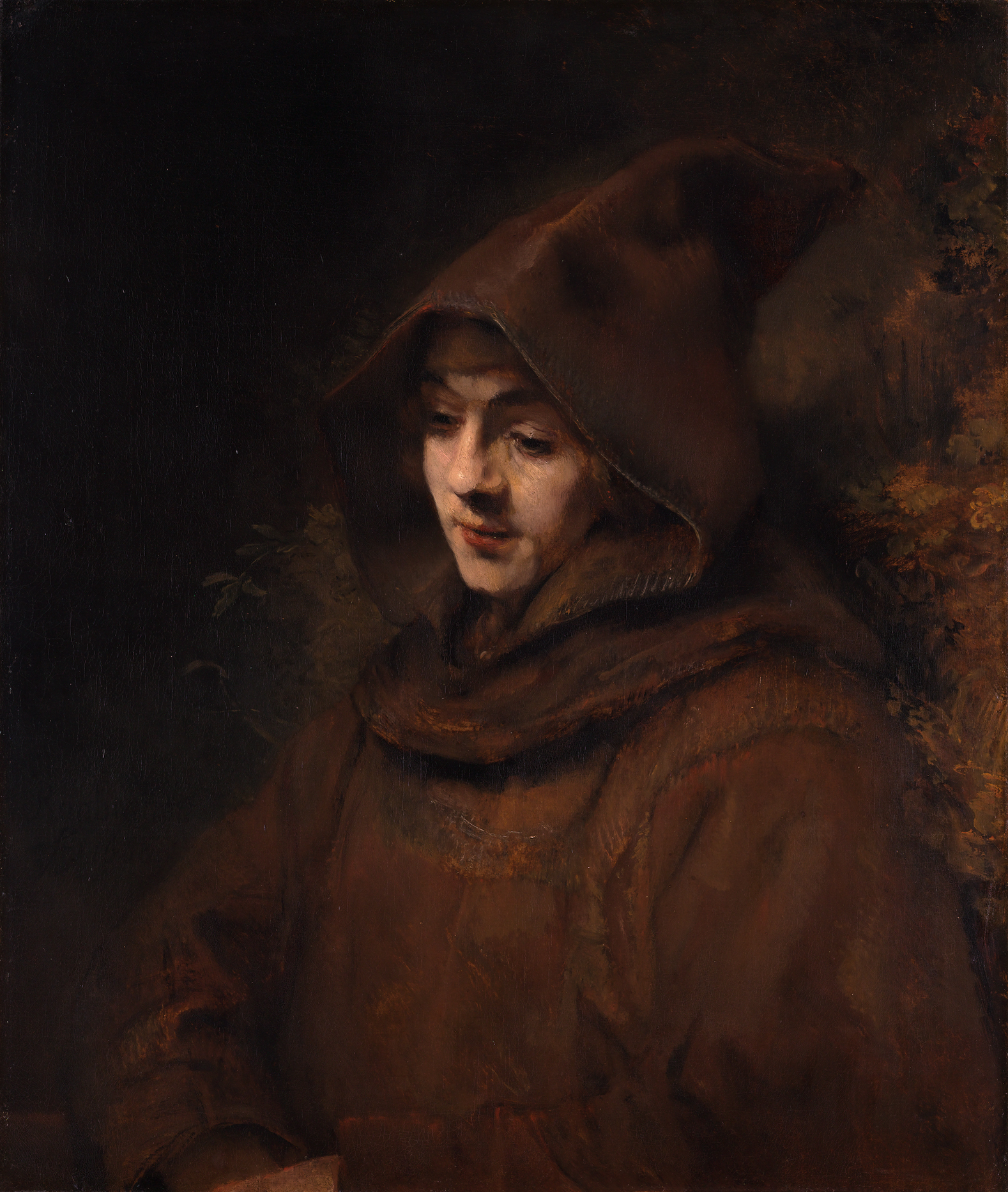
Tito como monje (1660) de Rembrandt van Rijn.

Titus van Rijn ( Ámsterdam, bautizado el 22 de septiembre de 1641 - idem, 7 de septiembre de 1668) fue el cuarto y único hijo sobreviviente del pintor holandés Rembrandt van Rijn y su esposa Saskia van Uylenburgh. Titus aparece varias veces como una de las figuras o modelo en pinturas y estudios de su padre.
Después de la quiebra económica de Rembrandt en 1656, Titus y la amante de su padre, Hendrickje Stoffels, se hicieron cargo de la venta de las obras de su padre y abrieron juntos una tienda de arte especializada en la obra de Rembrandt. Su padre empezó a trabajar como empleado. De hecho, se había convertido así en el empleador de su padre. Rembrandt no recibió salario, pero sí alojamiento y comida. De esta forma se evitaba a los acreedores de su padre. Titus hizo redactar un testamento a la edad de quince años por insistencia de su progenitor, y le seguirían dos más.
Titus se casó con Magdalena van Loo (1641-1669) en 1668. Su padre era Jan van Loo, platero y hermano de su tío Gerrit van Loo (cuñado y ex tutor de la madre de Titus). La pareja vivía en el Singel con la madre de Magdalena. De su matrimonio nació una hija póstuma, Titia, que llevaba el nombre de la hermana de la madre de Titus.
Titus van Rijn murió unos meses antes del nacimiento de su hija, en 1668 durante una epidemia de peste y fue enterrado en la Westerkerk en Ámsterdam. Su esposa, padre y suegra murieron un año después que él.

## Hija
El 22 de marzo de 1669 Titia van Rijn (1669-1715) fue bautizada en la capilla Nieuwezijds. Como testigos en el bautismo estuvieron: Rembrandt, la madre de Magdalena Anna Huijbrechts y el tercer testigo bautismal, el joyero François van Bijler. Este último también fue designado tutor. Su madre murió ese otoño. A la edad de diecisiete años, Titia van Rijn se casó con el hijo de su tutor, François van Bijler el Joven, en la Sloterkerk. Como única heredera legal de su abuelo Rembrandt van Rijn, se le pagó en 1671 una cantidad de 3.150 florines por la venta de pinturas, dibujos y "rarezas". Titia van Rijn murió sin hijos.